# 雷祖祠石人
石人，位于中国广东省湛江市雷州市雷祖祠内，为湛江市雷州市的一个市级文物保护单位，类型为其他，公布时间为1983年6月21日。
石人的历史年代为后梁。